# Alexander Häusler (Sozialwissenschaftler)

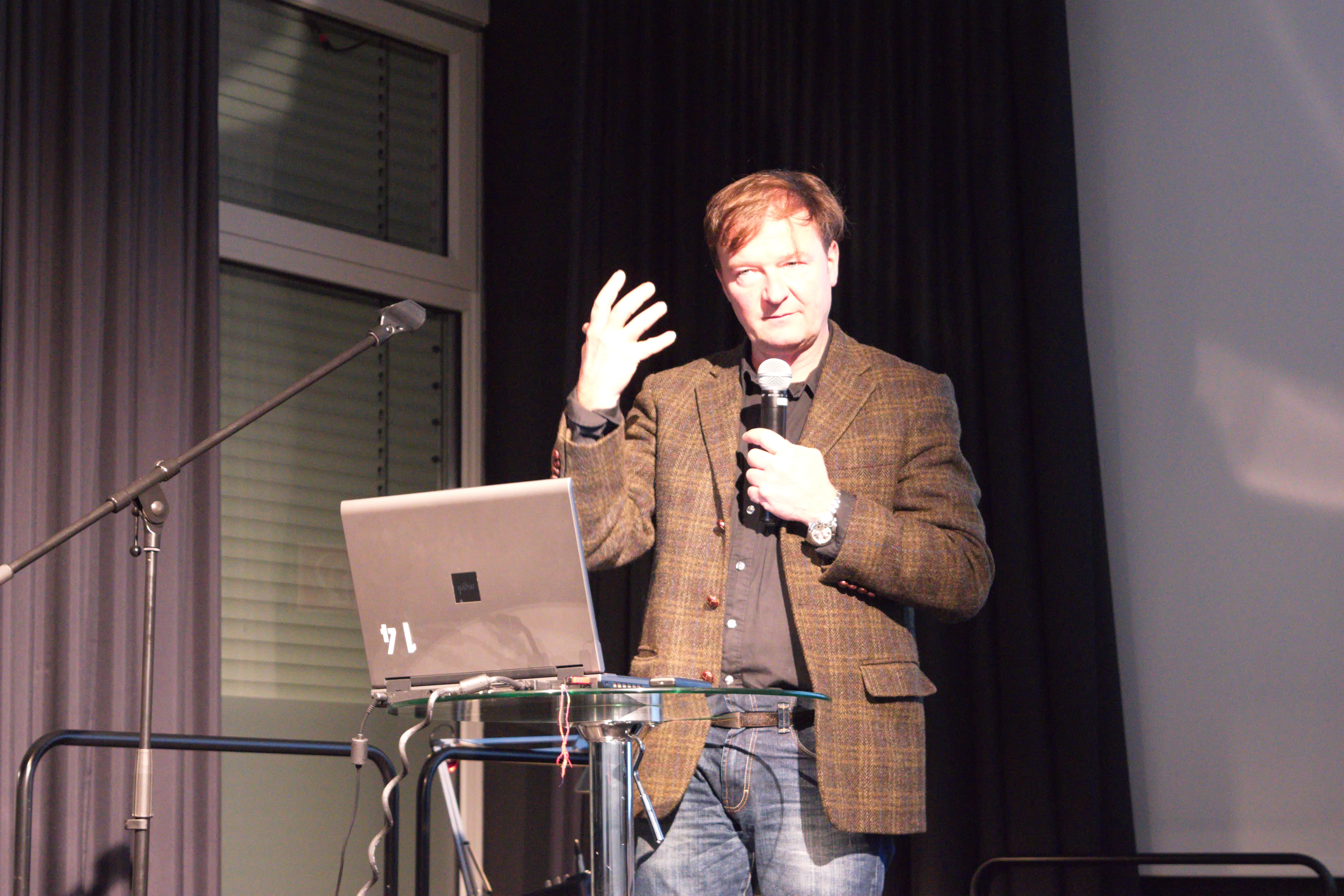
Alexander Häusler 2015 in Wuppertal

Alexander Häusler (* 1963) ist ein deutscher Sozialwissenschaftler. Er arbeitet als wissenschaftlicher Mitarbeiter am Forschungsschwerpunkt Rechtsextremismus/Neonazismus der Fachhochschule Düsseldorf. Häusler beschäftigt sich schwerpunktmäßig mit Islamfeindlichkeit und Rechtspopulismus und ist Mitherausgeber der wissenschaftlichen Reihe Edition Rechtsextremismus bei Springer VS.

## Leben

### Wissenschaftlicher Werdegang
Häusler ist Diplom-Sozialwissenschaftler. Er war wissenschaftlicher Mitarbeiter des Seminars für Sozialwissenschaften/Abteilung für Politikwissenschaft (heute Institut für Vergleichende Bildungsforschung und Sozialwissenschaften – Politikwissenschaft, Bildungspolitik und Politische Bildung) der Universität zu Köln. Bereits in Köln beschäftigte er sich mit Rechtsextremismus, so leitete er eine Projektgruppe zum Thema.
Er wechselte dann als wissenschaftlicher Mitarbeiter an die Arbeitsstelle Neonazismus der Fachhochschule Düsseldorf, die heute unter dem Namen Forschungsschwerpunkt Rechtsextremismus/Neonazismus firmiert. Häusler forscht und publiziert dort hauptsächlich zu den Themenkomplexen Rechtspopulismus und Autonome Nationalisten. Darüber hinaus beschäftigt er sich mit den Forschungsschwerpunkten extreme Rechte in Deutschland und Europa sowie der Konflikt- und Integrationsforschung.
Er veröffentlicht in dem Bereich seit den 2000er Jahren wissenschaftliche Bücher und Beiträge. Häusler publizierte auch in wissenschaftlichen Fachzeitschriften wie im Forschungsjournal Soziale Bewegungen und in der Zeitschrift für Geschichtswissenschaft. Ferner ist er seit 2011 mit Fabian Virchow, dem Leiter des Forschungsschwerpunkts, Herausgeber der beim Springer VS (vormals VS Verlag für Sozialwissenschaften) erscheinenden sozial- und politikwissenschaftlichen Reihe Edition Rechtsextremismus.

### Öffentliche Auftritte und publizistische Tätigkeit

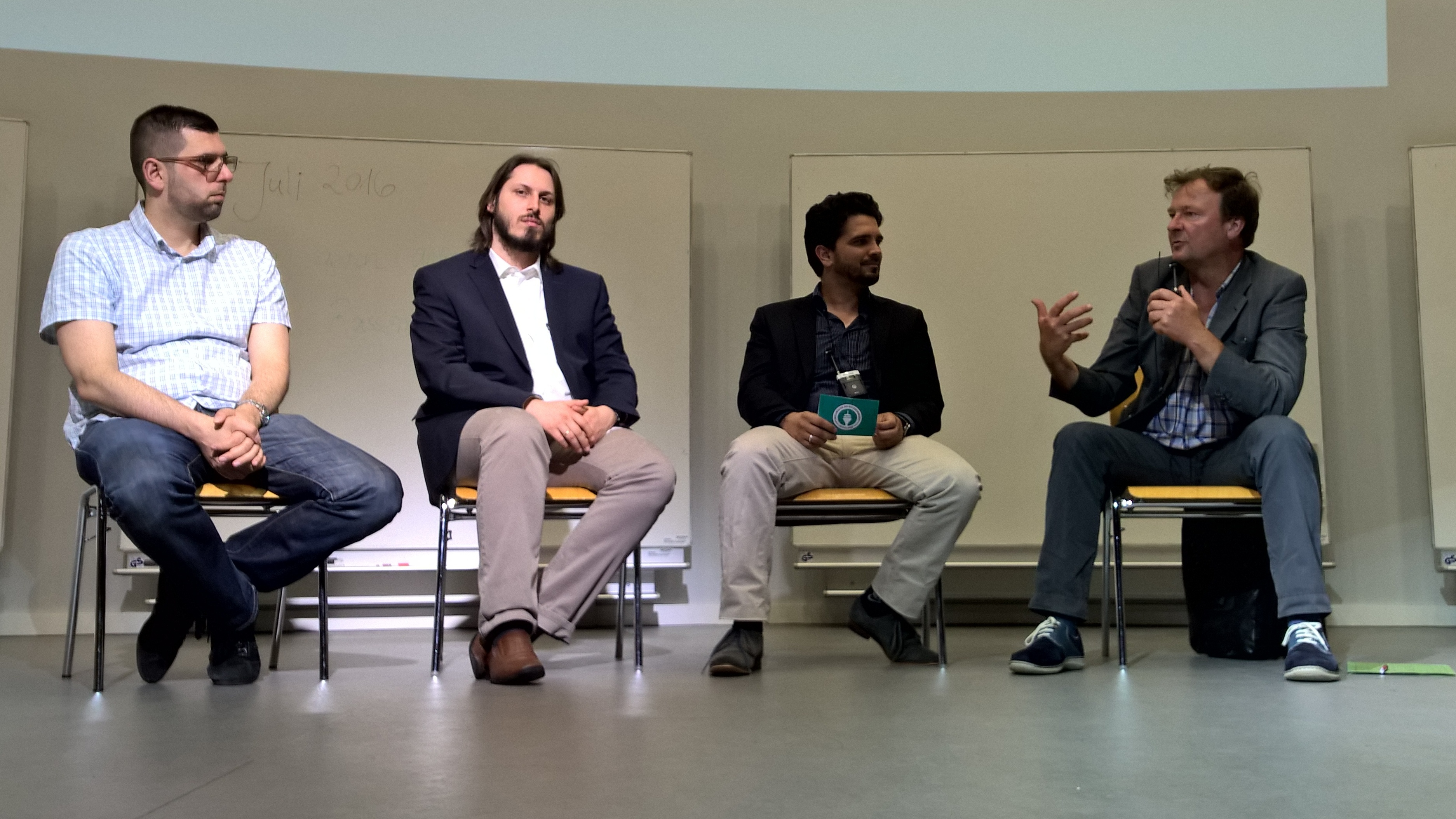
Alexander Häusler (rechts) am 1. Juli 2016 in einer Podiumsdiskussion an der Heinrich-Heine-Universität Düsseldorf zum Tag gegen antimuslimischen Rassismus, u. a. mit Ali Baş, MdL (B’90/Die Grünen, links).

Häusler gilt überregionalen Medien (u. a. Handelsblatt Online, WirtschaftsWoche Online), öffentlich-rechtlichen Rundfunkanstalten (u. a. Bayerischer Rundfunk, tagesschau.de, WDR-Studio Düsseldorf, Deutschlandfunk und Deutschlandradio Kultur) und staatlichen Bildungsinstitutionen wie der Bundeszentrale für politische Bildung und den Landeszentralen für politische Bildung als Experte für den Bereich Rechtsextremismus und Rechtspopulismus und Themen wie Autonome Nationalisten, Identitäre Bewegung, Alternative für Deutschland, Mahnwachen für den Frieden, Pegida und Pro-Bewegung. Er veröffentlichte u. a. zum NPD-Verbotsverfahren und zum Rechtspopulismus im Meinungs- und Debattenmagazin The European und gemeinsam mit Fabian Virchow zum norwegischen Rechtsterroristen Anders Behring Breivik auf Zeit Online. Für den Atlas der Globalisierung von Le Monde diplomatique verfasste er einen Beitrag zum Rechtsradikalismus in Europa und für das Dossier Rechtsextremismus der Bundeszentrale für politische Bildung (bpb) einen Aufsatz zur Muslimfeindlichkeit. Beiträge Häuslers finden sich auch in spezifischen Medien der politischen Linken wie im Wissenschaftsmagazin Forum Wissenschaft und in der Fachzeitschrift Sozialismus, in der Institutszeitschrift DISS-Journal und in antifaschistischen Blättern u. a. Lotta, Antifaschistisches Infoblatt und Der Rechte Rand sowie in Broschüren von regionalen Bündnissen und Initiativen gegen Rechtsextremismus und für den Interkulturellen Dialog. Beispielsweise ist er Mitautor des Lexikons von Netz gegen Nazis, dem Internetportal der Amadeu Antonio Stiftung. In diesen Netzwerken befassen sich die Texte schwerpunktmäßig mit rechtspopulistischen Parteien, Ideologien und Aktionsfeldern.
Häusler vertritt den Arbeitskreis der Ruhrgebietsstädte gegen rechtsextreme Tendenzen bei Jugendlichen im Beirat des Informations- und Dokumentationszentrums für Antirassismusarbeit in Nordrhein-Westfalen. Bildungseinrichtungen wie die Friedrich-Ebert-Stiftung luden ihn wiederholt zu Vorträgen und Podiumsdiskussionen ein.

## Wissenschaftliches Werk
Seine Thesen werden in der Politikwissenschaft, insbesondere der Parteien- und Populismusforschung aufgegriffen.
Häusler beschäftigte sich zunächst mit Diskursen der politischen Rechten und macht hier als wesentliches Themengebiet die „deutsche Identität“ aus. So nutzen bis dato Rechtsextremisten Nationalmythen wie den um Hermann den Cherusker als „Chiffre für nationale Identitätskonstruktionen“. Allerdings nutzten auch konservative Politiker und Medien einzelne positiv umgedeutete Bestandteile. Häusler sieht einen direkten Zusammenhang zwischen der Nationalstolz und der Leitkultur-Debatte. Die Asyldebatte der 1990er Jahre sei Eisbrecher für Ausschreitungen in Rostock-Lichtenhagen und anderswo gewesen, da sie ein klares Feindbild geschaffen habe.
Genauso wie Florian Hartleb konnte Häusler Gemeinsamkeiten zwischen dem Rechtsextremismus und Rechtspopulismus aufzeigen. Er vertritt, ähnlich wie Richard Stöss, dass es sich beim Rechtspopulismus um ein „Stilmittel der Modernisierung“ der extremen Rechten handelt. Gemeinsam mit Christoph Butterwegge erkennt Häusler eine „Wechselbeziehung der Mitte und Peripherie“ und spricht daher nicht vom Extremismus der Mitte, sondern von der „Erosion der politischen Mitte“.
Häusler konstatiert, dass Islamkritik in Europa seit den Terroranschlägen am 11. September 2001 mehr und mehr an Zuspruch gewinne. Er sieht speziell im Streit um den Bau von Minaretten und Moscheen eine Thematik, die auch von rechtspopulistischen Parteien instrumentalisiert werde. Populisten würden kulturrassistisches Vokabular benutzen. Zentral ist die Warnung vor der vermeintlichen „Islamisierung Europas“. Für die politische Rechte sind Kampagnen mit derartigen Bezügen zu einem „propagandistische[n] Erfolgsrezept“ geworden. Namentlich nennt er etwa die NPD, die Republikaner, Pro Köln und Pro NRW.
Er beschäftigte sich intensiv mit rechten Parteien. Besonderes Augenmerk legte Häusler auf die Pro-Bewegung, bei der er eine Vernetzung von der Mitte der Gesellschaft bis zum rechten Rand ausmacht. Seiner Einschätzung nach, ähnlich der von Christoph Butterwegge und Gudrun Hentges, seien die Vereinigungen sowohl rechtsextrem als auch rechtspopulistisch zugleich. Die von Häusler bisweilen getroffene Einordnung, Bürger in Wut seien rassistisch, wurde durch Florian Hartleb kritisiert, da sich diese Partei glaubwürdig von Extremismus distanziere. Seine jüngste, sehr ausgiebige Forschung bezieht sich auf die Partei Alternative für Deutschland (AfD). Er untersuchte 2014 ihre Bedeutung für den „rechten Rand“ und stellte eine große Zahl von inhaltlichen Überschneidungen mit und personellen Wechseln in die AfD aus Zusammenschlüssen wie der NPD oder „Die Freiheit“, dem burschenschaftlichen „Ring freiheitlicher Studenten“, dem „Ring freiheitlicher Jugend“ oder etwa der German Defence League fest. Die „Basis der AfD“ sei deutlich rechts von der auf Bundesebene vorgegebenen Linie positioniert. Inzwischen (2015) sieht er durch sie die bisher vorhandene „rechtspopulistische Lücke“ im Parteiensystem der BRD geschlossen.

## Buchbesprechungen
Häuslers Sammelband Rechtspopulismus als „Bürgerbewegung“ Kampagnen gegen Islam und Moscheebau und kommunale Gegenstrategien (2008), erschienen beim VS Verlag für Sozialwissenschaften, nimmt „die pro-Bewegung erstmals näher in Augenschein“ und ordnet sie „in die Populismus-Diskussion“ ein, so der Soziologe Christoph Busch vom Innenministerium NRW. Ferner biete der „Sammelband eine gute Handreichung für die politische Bildung und eine erste Arbeitsgrundlage für die Politikwissenschaft.“
Den gemeinsam mit Jan Schedler, ebenfalls im VS Verlag für Sozialwissenschaften, herausgegebenen Sammelband Autonome Nationalisten (2011) rezensierte der Politikwissenschaftler und Extremismusforscher Armin Pfahl-Traughber mit: „[Er] enthält eine Fülle von Abhandlungen zu einer Strömung im Rechtsextremismus, die sich in Agieren, Habitus, Kleidung an den linksextremistischen Autonomen orientiert. Die einzelnen Autoren liefern wichtige Informationen zu diesem relativ neuen Phänomen, beschränken ihre Erkenntnisse aber durch eine Verweigerung gegenüber vergleichender Betrachtungen.“ Der Staatswissenschaftler Robert Chr. van Ooyen befand: „In theoretischer Perspektive distanzieren sich die Herausgeber dabei von einem Extremismuskonzept. […] Wenngleich Sinn und Grenzen des Extremismusbegriffs weiter kontrovers bleiben werden, legen Schedler und Häusler mit diesem Band die erste umfangreiche wissenschaftliche Bestandsaufnahme vor, die jenseits dieses Streits gerade hinsichtlich ihrer Informationsfülle und der unterschiedlichen Informationszugänge der beteiligten Autorinnen und Autoren lesenswert ist.“
Der Göttinger Sozial- und Politikwissenschaftler Samuel Salzborn beurteilt die Gemeinschaftsstudie Die rechten „Mut“-Bürger. Entstehung, Entwicklung, Personal & Positionen der ‚Alternative für Deutschland‘ (2015) als „ein gut lesbares und wohl informiertes Buch“, welches „gleichermaßen über personelle, organisatorische wie weltanschauliche Dimensionen der AfD informiert“. Weiterhin meint er, „dass die AfD heute eine der wichtigen Institutionen eines ‚Kulturkampfes von rechts‘ […] ist […] ist fraglos zutreffend und in dem Band, trotz der Kritik an der Verwendung des Populismusbegriffs [der verharmlosend wirke], überzeugend und materialreich belegt.“ Für Armin Pfahl-Traughber wirkt das auf Vorstudien fußende Werk bisweilen fragmentarisch. Es biete zwar einerseits eine Fülle von Informationen, vernachlässige aber anderseits demokratietheoretische Bewertungen, insbesondere die Darstellungen zur Parteigeschichte, zum Personal und zu einzelnen politischen Positionen bedürfen einer näheren Betrachtung. Insgesamt sei die Arbeit aber für den Leser anregend genug, um sich eingehender mit der Partei zu beschäftigen.

## Schriften (Auswahl)

### Autorenschaft
- mit Christoph Butterwegge, Janine Cremer, Gudrun Hentges, Thomas Pfeiffer, Carolin Reißlandt, Samuel Salzborn: Themen der Rechten – Themen der Mitte. Zuwanderung, demografischer Wandel und Nationalbewusstsein. Leske + Budrich, Opladen 2002, ISBN 3-8100-3419-3.
- mit Iman Attia, Yasemin Shooman: Antimuslimischer Rassismus am rechten Rand (= Unrast transparent, Rechter Rand. Band 14). Unrast Verlag, Münster 2014, ISBN 978-3-89771-128-0. (2., korrigierte Auflage. 2014, gehört zur Anne-Frank-Shoah-Bibliothek)
- mit Rainer Roeser: Die rechten ›Mut‹-Bürger. Entstehung, Entwicklung, Personal & Positionen der »Alternative für Deutschland«. VSA-Verlag, Hamburg 2015, ISBN 978-3-89965-640-4.
- mit Michael Fehrenschild: Faschismus in Geschichte und Gegenwart. Ein vergleichender Überblick zur Tauglichkeit eines umstrittenen Begriffs, Rosa-Luxemburg-Stiftung MANUSKRIPTE – Neue Folge 29, 2020, ISSN 2194-864X.

### Herausgeberschaft und Tagungsbände
- Rechtspopulismus als „Bürgerbewegung“. Kampagnen gegen Islam und Moscheebau und kommunale Gegenstrategien. VS Verlag für Sozialwissenschaften, Wiesbaden 2008, ISBN 978-3-531-15919-5.
- mit Hans-Peter Killguss: Feindbild Islam. Rechtspopulistische Kulturalisierung des Politischen. Dokumentation zur Fachtagung vom 13. September 2008 der NS-Dokumentationszentrum Köln (= Beiträge und Materialien der Info- und Bildungsstelle gegen Rechtsextremismus. 1). NS-Dokumentationszentrum der Stadt Köln, Köln 2008, ISBN 978-3-938636-07-7.
- mit Jan Schedler: Autonome Nationalisten. Neonazismus in Bewegung. Eine neue Generation von Neonazis auf dem Vormarsch? (= Edition Rechtsextremismus). VS Verlag für Sozialwissenschaften, Wiesbaden 2011, ISBN 978-3-531-17049-7.
- mit Hans-Peter Killguss: Das Geschäft mit der Angst. Rechtspopulismus, Muslimfeindlichkeit und die extreme Rechte in Europa. Tagungsdokumentation (= Beiträge und Materialien der Info- und Bildungsstelle gegen Rechtsextremismus. 6). NS-Dokumentationszentrum der Stadt Köln, Köln 2012, ISBN 978-3-938636-18-3.
- Die Alternative für Deutschland. Programmatik, Entwicklung und politische Verortung. Springer Fachmedien, Wiesbaden 2016, ISBN 978-3-658-10638-6.
- mit Fabian Virchow, Martin Langebach: Handbuch Rechtsextremismus (= Edition Rechtsextremismus). Band 1: Analysen. Springer VS, Wiesbaden 2016, ISBN 978-3-531-18502-6.
- mit Bernhard Müller u. a.: Neue soziale Bewegung von rechts? Zukunftsängste, Abstieg der Mitte, Ressentiments: eine Flugschrift. VSA-Verlag, Hamburg 2016, ISBN 978-3-89965-711-1.
- Völkisch-autoritärer Populismus: der Rechtsruck in Deutschland und die AfD. VSA-Verlag, Hamburg 2018, ISBN 978-3-89965-835-4.

### Beiträge in Sammelbänden und Handbüchern
- Szene, Stil, Subkultur oder Bewegung? In: Christian Dornbusch, Jan Raabe (Hrsg.): RechtsRock. Bestandsaufnahme und Gegenstrategien. Unrast Verlag, Hamburg u. a. 2002, ISBN 3-89771-808-1, S. 263 ff.
- Feindbild Moslem: Türöffner von Rechtsaußen hinein in die Mitte? In: Gideon Botsch, Olaf Glöckner, Christoph Kopke, Michael Spieker (Hrsg.): Islamophobie und Antisemitismus – ein umstrittener Vergleich (= Europäisch-jüdische Studien, Kontroversen. Band 1). De Gruyter, Berlin u. a. 2002, ISBN 3-11-026510-9, S. 169 ff.
- Die «unsichtbare Hand» des Marktes in der Schule. In: Werner Rügemer (Hrsg.): Die Berater. ihr Wirken in Staat und Gesellschaft. transcript Verlag, Bielefeld 2004, ISBN 3-89942-259-7, S. 111 ff.
- „MultiKulti“ als Bedrohungsszenario in Medien der extremen Rechten. In: Christoph Butterwegge, Gudrun Hentges (Hrsg.): Massenmedien, Migration und Integration. Herausforderungen für Journalismus und politische Bildung (= Interkulturelle Studien. Band 17). VS Verlag für Sozialwissenschaften, Wiesbaden 2006, ISBN 3-531-15047-2, S. 109 ff.
- Worauf gründeten die ersten Erfolge der NPD? und Warum scheiterte der Einzug der NPD in den Bundestag 1969? In: Fabian Virchow, Christian Dornbusch (Hrsg.): 88 Fragen und Antworten zur NPD. Weltanschauung, Strategie und Auftreten einer Rechtspartei – und was Demokraten dagegen tun können. Wochenschau Verlag, Schwalbach 2008, ISBN 978-3-89974-365-4, S. 23 ff. und S. 26 ff.
- Rechtsextremismus und interkulturelle Konflikte in der Einwanderungsgesellschaft. In: Dietmar Molthagen, Lorenz Korgel (Hrsg.): Handbuch für die kommunale Auseinandersetzung mit dem Rechtsextremismus. Friedrich-Ebert-Stiftung, Forum Berlin, Berlin 2009, ISBN 978-3-86872-107-2, S. 289 ff.
- Antiislamischer Rechtspopulismus in der extremen Rechten – die „PRO“-Bewegungals neue Kraft? In: Stephan Braun, Alexander Geisler, Martin Gerster: Strategien der extremen Rechten. Hintergründe – Analysen – Antworten. VS Verlag für Sozialwissenschaften, Wiesbaden 2009, ISBN 978-3-531-15911-9, S. 130 ff.
- Selektive Inanspruchnahme des Demokratischen. Rechtspopulistische Politik der Feindbilder im Namen der Meinungsfreiheit. In: Stephan Braun, Alexander Geisler (Hrsg.): Die verstimmte Demokratie. Moderne Volksherrschaft zwischen Aufbruch und Frustration. Springer VS, Wiesbaden 2012, ISBN 978-3-531-18410-4, S. 131 ff.
- The PRO-movement. A new motor of anti-Islamic right-wing populism within the extreme right in Germany. In: Humayun Ansari, Farid Hafez (Hrsg.): From the far right to the mainstream. Islamophobia in party politics and the media. Campus-Verlag, Frankfurt am Main 2012, ISBN 978-3-593-39648-4, S. 29 ff.
- Bürgerbewegung Pro Nordrhein-Westfalen (pro NRW). In: Frank Decker, Viola Neu (Hrsg.): Handbuch der deutschen Parteien. 2., überarbeitete und erweiterte Auflage. Springer VS, Wiesbaden 2013, ISBN 978-3-658-00962-5, S. 181 ff.
- Postmoderne Nazis. Die ‚Autonomen Nationalisten‘ zwischen ‚radical chic‘ und SA-Nostalgie. In: Yves Müller, Reiner Zilkenat (Hrsg.): Bürgerkriegsarmee. Forschungen zur nationalsozialistischen Sturmabteilung (SA). Peter Lang Edition, Frankfurt am Main 2013, ISBN 978-3-631-63130-0, S. 433 ff.
- Antimuslimischer Rechtspopulismus – ein Markenzeichen der modernisierten extremen Rechten in Europa. In: Peter Bathke, Anke Hoffstadt (Hrsg.): Die neuen Rechten in Europa. Zwischen Neoliberalismus und Rassismus. Papyrossa Verlag, Köln 2013, ISBN 978-3-89438-507-1, S. 155 ff.
- mit Rainer Roeser: Geliebter Feind? Islamismus als Mobilisierungsressource der extremen Rechten. In: Thorsten Gerald Schneiders (Hrsg.): Salafismus in Deutschland. Ursprünge und Gefahren einer islamisch-fundamentalistischen Bewegung. transcript Verlag, Bielefeld 2014, ISBN 978-3-8376-2711-4, S. 301 ff.
- mit Rainer Roeser: Die »Alternative für Deutschland« – eine Antwort auf die rechtspopulistische Lücke? In: Stephan Braun, Alexander Geisler, Martin Gerster (Hrsg.): Strategien der extremen Rechten: Hintergründe – Analysen – Antworten. 2. aktualisierte und erweiterte Auflage. Springer Fachmedien, Wiesbaden 2015, ISBN 978-3-658-01983-9, S. 101 ff.

### Expertisen und Handreichungen
- mit Christoph Butterwegge: Themen der Rechten? Themen der Mitte. Rechtsextreme Einflüsse auf Debatten zu Migration, Integration und multikulturellem Zusammenleben. Medienexpertise im Auftrag der Landesarbeitsgemeinschaft der kommunalen Migrantenvertretungen NRW. Düsseldorf 2001. (PDF)
- Das kommunale Integrationskonzept für Oberhausen. Erster Bericht zur Integration von Zugewanderten, Neuzuwanderern und Bürgerinnen und Bürgern mit Migrationshintergrund (= Beiträge zur Stadtentwicklung. Nr. 86). Hrsg. von der Stadt Oberhausen, Dezernat 3 – Familie, Bildung, Soziales, Oberhausen 2006.
- Rechtspopulismus in Gestalt einer „Bürgerbewegung“. Struktur und politische Methodik von PRO NRW und PRO DEUTSCHLAND. Hrsg. vom Jugendamt der Stadt Essen und AK Ruhr – Arbeitskreis Ruhr gegen rechtsextreme Tendenzen bei Jugendlichen, Landesarbeitsgemeinschaft der kommunalenMigrantenvertretungen Nordrhein-Westfalen, erstellt vom Forschungsschwerpunkt Rechtsextremismus/Neonazismus der FH Düsseldorf, Düsseldorf 2010. (PDF)
- Die „PRO-Bewegung“ und der antimuslimische Kulturrassismus von Rechtsaußen (= Expertisen für Demokratie. 2011,1). Friedrich-Ebert-Stiftung, Forum Berlin, Berlin 2011, ISBN 978-3-86872-702-9. (PDF)
- „Maximale Provokation“. Zum Umgang mit rechtspopulistischen Wahlkampfinszenierungen im Vorfeld der NRW-Landtagswahlen 2012. Handreichung im Auftrag des Landesintegrationsrates Nordrhein-Westfalen, erstellt vom Forschungsschwerpunkt Rechtsextremismus/Neonazismus der FH Düsseldorf, Düsseldorf 2012.
- Die „Alternative für Deutschland“ – Eine rechtspopulistische Partei? Hrsg. von der Heinrich-Böll-Stiftung NRW, erstellt vom Forschungsschwerpunkt Rechtsextremismus/Neonazismus der FH Düsseldorf, Düsseldorf 2013. (PDF)
- Gegen Rassismus und rechte Hetze stimmen! Rechte Propaganda in NRW vor den Europa- und Kommunalwahlen 2014. Handreichung im Auftrag des Landesintegrationsrates Nordrhein-Westfalen, erstellt vom Forschungsschwerpunkt Rechtsextremismus/Neonazismus der FH Düsseldorf, Düsseldorf 2014. (PDF)
- Mut zur Wahrheit? Entstehungskontext, Entwicklung und gesellschaftspolitische Positionen der „Alternative für Deutschland“. Expertise im Auftrag des Deutschen Gewerkschaftsbundes, erstellt vom Forschungsschwerpunkt Rechtsextremismus/Neonazismus der FH Düsseldorf, Berlin 2014. (PDF)
- Die AfD. Partei des rechten Wutbürgertums am Scheideweg (= Expertisen für Demokratie. 2015,1). Friedrich-Ebert-Stiftung, Forum Berlin, Berlin 2015, ISBN 978-3-95861-163-4. (PDF)